# Cratere Tooley
Tooley è un cratere lunare di 7 km situato nella parte sud-orientale della faccia visibile della Luna.